# Provinz Sud Cinti
Die Provinz Sud Cinti (auch: Sur Cinti) ist eine Provinz im südwestlichen Teil des Departamento Chuquisaca im südamerikanischen Anden-Staat Bolivien.

## Lage
Die Provinz ist eine von zehn Provinzen im Departamento Chuquisaca. Sie grenzt im Westen an das Departamento Potosí, im Süden an das Departamento Tarija, im Osten an die Provinz Hernando Siles, und im Norden an die Provinz Nor Cinti.
Die Provinz erstreckt sich etwa zwischen 20° 30' und 21° 30' südlicher Breite und 64° 10' und 65° 28' westlicher Länge, ihre Ausdehnung von Westen nach Osten beträgt bis zu 130 Kilometer, von Norden nach Süden bis zu 75 Kilometer.

## Bevölkerung
Die Einwohnerzahl der Provinz Sud Cinti hat sich in den vergangenen drei Jahrzehnten fast unverändert geblieben:
| Jahr | Einwohner | Quelle       |
| ---- | --------- | ------------ |
| 1992 | 25 289    | Volkszählung |
| 2001 | 24 321    | Volkszählung |
| 2012 | 25 207    | Volkszählung |
| 2024 | 25 246    | Volkszählung |

46,0 Prozent der Bevölkerung sind jünger als 15 Jahre, der Alphabetisierungsgrad in der Provinz beträgt 64,0 Prozent. (1992)
96,6 Prozent der Bevölkerung sprechen Spanisch, 21,7 Prozent Quechua, 0,5 Prozent Aymara und 0,5 Prozent Guaraní. (1992)
90,5 Prozent der Bevölkerung haben keinen Zugang zu Elektrizität, 86,5 Prozent leben ohne sanitäre Einrichtung (1992).
85,5 Prozent der Einwohner sind katholisch, 11,8 Prozent sind evangelisch (1992).

## Gliederung
Die Provinz Sud Cinti gliedert sich in die folgenden drei Verwaltungsbezirke (bolivianisch: Municipios):
- 01-0901 Municipio Villa Abecia (auch: Municipio Camataqui) – 5.371 Einwohner (Volkszählung 2024)
- 01-0902 Municipio Culpina – 14.868 Einwohner
- 01-0903 Municipio Las Carreras – 5.007 Einwohner

## Ortschaften in der Provinz Sud Cinti
- Municipio Villa Abecia
  - Villa Abecia 1211 Einw. – Higuerayoc 195 Einw.

- Municipio Culpina
  - Culpina 2608 Einw. – El Monte 542 Einw. – El Palmar 441 Einw. – Sajlina Alta 363 Einw. – Orocote 198 Einw. – El Cabrerío 191 Einw. – El Salitre 124 Einw. – La Cueva 107 Einw.

- Municipio Las Carreras
  - Las Carreras 765 Einw. – Lime Centro 236 Einw. – Impora 159 Einw. – La Torre 158 Einw. – Taraya 143 Einw. – Socpora 140 Einw. – Santa Rosa 138 Einw.